# Маньяма, Лебоганг
Лебоганг Маньяма (англ. Lebogang Manyama; родился 13 сентября 1990, Тембиса, ЮАР) — южноафриканский футболист, полузащитник клуба «Кайзер Чифс» и сборной ЮАР.

## Клубная карьера
Маньяма начал профессиональную карьеру в клубе «Аякс» из Кейптауна. 27 августа 2010 года в матче против «Блумфонтейн Селтик» он дебютировал в чемпионате ЮАР. 5 февраля 2011 года в поединке против «Суперспорт Юнайтед» Лебоганг забил свой первый гол за «Аякс». В начале 2014 года Маньяма перешёл в «Суперспорт Юнайтед». 18 января в матче против «Орландо Пайретс» он дебютировал за новую команду. 31 января в поединке против «Юниверсити оф Претория» Лебоганг забил свой первый гол за «Суперспорт Юнайтед». В своём первом сезоне он помог команде завоевать Кубок лиги. В 2015 году Маньяма на правах аренды выступал за «Мпумаланга Блэк Эйсиз».
Летом 2015 года Лебоганг перешёл в «Кейптаун Сити». 25 августа в матче против «Мамелоди Сандаунз» он дебютировал за новый клуб. 3 ноября в поединке против «Джомо Космос» Маньяма забил свой первый гол за «Кейптаун Сити». В 2017 году он стал лучшим бомбардиром чемпионата и помог команде выиграть Кубок лиги.
Летом 2017 года Маньяма подписал контракт с турецким клубом «Коньяспор». Сумма трансфера составила 800 тыс. еро. 9 сентября в матче против «Аланьяспора» он дебютировал в турецкой Суперлиге. 29 ноября в поединке Кубка Турции против «Батман Петролспора» Лебоганг сделал «дубль», забив свои первые голы за «Коньяспор».

## Международная карьера
13 июля 2013 года в товарищеском матче против сборной Намибии Маньяма дебютировал за сборную ЮАР. 17 октября 2015 года в отборочном матче Кубка Африки 2016 против сборной Анголы Тау дебютировал за сборную ЮАР. 13 июля 2017 года в поединке против сборной Замбии он забил свой первый гол за национальную команду.

### Голы за сборную ЮАР
| #   | Дата         | Место                           | Противник | Счёт | Результат | Соревнование      |
| --- | ------------ | ------------------------------- | --------- | ---- | --------- | ----------------- |
| 01. | 13 июля 2017 | Моруленг Стэдиум, Моруленг, ЮАР | Замбия    | 1:0  | 1:2       | Товарищеский матч |

## Достижения
Командные
 «Суперспорт Юнайтед»
- Обладатель Кубка Лиги ЮАР — 2014

 «Кейптаун Сити»
- Обладатель Кубка Лиги ЮАР — 2016

Индивидуальные
- Лучший бомбардир чемпионата ЮАР (13 голов) — 2016/17